# Municipio de Osceola (condado de Grant)
El municipio de Osceola (en inglés: Osceola Township) es un municipio ubicado en el condado de Grant en el estado estadounidense de Dakota del Sur. En el año 2010 tenía una población de 90 habitantes y una densidad poblacional de 0,8 personas por km².

## Geografía
El municipio de Osceola se encuentra ubicado en las coordenadas 45°17′00″N 96°54′55″O / 45.28333, -96.91528. Según la Oficina del Censo de los Estados Unidos, el municipio tiene una superficie total de 112.92 km², de la cual 110,83 km² corresponden a tierra firme y (1,85 %) 2,09 km² es agua.

## Demografía
Según el censo de 2010, había 90 personas residiendo en el municipio de Osceola. La densidad de población era de 0,8 hab./km². De los 90 habitantes, el municipio de Osceola estaba compuesto por el 96,67 % blancos y el 3,33 % eran de una mezcla de razas. Del total de la población el 1,11 % eran hispanos o latinos de cualquier raza.